# Palabras de Mormón
Palabras de Mormón (en inglés: Words of Mormon) es el séptimo libro de la colección de textos llamada el Libro de Mormón, en las citas en español se lo abrevia como: «P. de Morm.». Se trata de un comentario insertado por el profeta nefita Mormón al compilar los registros que se convirtieron en el Libro que lleva su nombre. De acuerdo a su narrativa fue redactado en algún lugar de América en el siglo IV d. C. en la lengua conocida por los nefitas como egipcio reformado. Según las creencias del movimiento de los Santos de los Últimos Días, este y todos los textos que forman el Libro de Mormón proceden de ciertas planchas de oro, enterradas en una colina del estado de Nueva York durante el siglo V, y que José Smith declaró haber hallado y traducido por revelación divina. Dichas escrituras, también según el testimonio de Smith, son inaccesibles en la actualidad pues se encuentran en poder de un ángel. El Libro de Mormón forma parte de los textos canónicos de los Santos de los Últimos Días, quienes, por lo tanto, lo consideran parte de la revelación divina. Los autores que no pertenecen a este movimiento religioso sostienen, sin embargo, que José Smith fue el autor del Libro, basándose en material e ideas de su propio lugar y época; los Estados Unidos en la primera mitad del siglo XIX, durante el llamado: Segundo Gran Avivamiento.

## Descripción
Las Palabras de Mormón son el texto más breve de todo el Libro, con apenas 18 versículos, y sirven para vincular las Planchas Menores de Nefi, que lo preceden en la versión impresa actual, con los libros subsiguientes.

## Contenido
El profeta y líder Mormón escribe varios siglos después de los sucesos registrados en los primeros cinco libros de la colección, en las vísperas de la derrota de su pueblo, los nefitas; este período, según la cronología interna de la obra, corresponde a finales del siglo IV y principios del V en algún lugar de América. 
El autor explica que, mientras resumía la historia de los nefitas, se encontró con las Planchas Menores de Nefi y decidió convertirlas en un apéndice de su obra terminada. A continuación resume brevemente el reinado del rey Benjamín, el último rey nefita mencionado en las Planchas Menores. Acerca de este soberano, lo describe en batalla contra los lamanitas, empuñando la espada de Labán; victorioso, estableció la paz en la tierra.